# GNU FreeFont
GNU FreeFont（Free UCS Outline Fontsとも）は、自由なOpenType、TrueType、およびWOFFベクターフォントのファミリーである。膨大なCJK文字セットを除き、可能な限り多くのユニバーサル文字セットを実装している。2002年にプリモシュ・ペテルリン（Primož Peterlin）によって開始され、現在はスティーブ・ホワイト（Steve White）が管理している。
このフォントファミリーには、FreeMono、FreeSans、FreeSerifの3つの書体があり、それぞれに4つのスタイル（Regular、Italic/Oblique、Bold、Bold Italic/Oblique）が存在する。
フォントはGPLv3+ライセンスの下でフォント例外2.0とともに提供されており、自由に配布および埋め込みが可能であり、また、ドキュメント自体がGPLの適用を受けることなく使用できる。フォントはGNU Savannahから自由に入手可能である。また、UbuntuやArch Linuxを含む一部のLinuxディストリビューションにもパッケージ化されている。

## デザイン
GNU FreeFontは多くのソースから提供されており、それらはすべてGPLと互換性がある。
中核となるラテン文字は、URW++がGhostscriptプロジェクトに提供したType 1フォントに由来する。特に、GNU FreeFontのデザインノートには以下のように記されている。
- FreeSerifはURW++のニンバス・ローマンNo.9 Lに基づいており、Timesに類似している。
- FreeSansはURW++のNimbus Sans Lに基づいており、Helveticaに類似している。
- FreeMonoはURW++のNimbus Mono Lに基づいており、Courierに類似している。

ギリシャ文字、キリル文字、アルメニア文字、ヘブライ文字、アラビア文字、および国際音声記号 (IPA) の文字は、TeXの拡張であるOmegaに部分的に基づいている。ギリシャ文字は、アンジェロ・ハリツィスが編纂したギリシャのType 1フォントのセットに加え、アレクセイ・クリュコフのTempora LCG Unicodeにも基づいている。キリル文字の範囲には、ヴァレク・フィリポフのGnome CyrillicおよびTempora LCG Unicodeも含まれている。ヴァレク・フィリポフはさらに、いくつかの合成ラテン文字拡張Aグリフを追加した。
セリフ体のデーヴァナーガリー文字の範囲はVelthuis TeXフォントに由来し、サンセリフ体の範囲はGargiに基づいている。ベンガル文字およびグルムキー文字の範囲は、ハルシュ・クマールのBharatBhashaプロジェクトなどに基づいている。グジャラート文字およびオリヤ文字の範囲はSamyakフォントに基づいている。ゲエズ文字の範囲は、ハンブルク大学のエチオピアメタフォントプロジェクトに基づいている。

## Unicodeの対応範囲

FreeSerifにおけるヨーロッパのアルファベットの大文字

2012年5月3日の最新リリースでは、FreeSerifが10,537字、FreeSansが6,272字、FreeMonoが4,178字を含んでいる。
このフォントファミリーは、以下のUnicodeブロックの文字をカバーしている。
- 基本ラテン文字
- ラテン1補助
- ラテン文字拡張A
- ラテン文字拡張B
- IPA拡張
- 前進を伴う修飾文字
- 合成可能なダイアクリティカルマーク
- ギリシア文字
- キリル文字
- キリル文字補助
- アラビア文字
- ヘブライ文字
- ンコ文字
- ターナ文字
- シリア文字
- アルメニア文字
- グルジア文字
- デーヴァナーガリー文字
- ベンガル文字
- グジャラート文字
- グルムキー文字
- オリヤー文字
- シンハラ文字
- タミル文字
- マラヤーラム文字
- タイ・ナ文字
- エチオピア文字
- タイ文字
- カヤー文字
- チェロキー文字
- 統合カナダ先住民音節
- ハヌノオ文字
- ブギス文字
- ヴァイ文字
- 音声記号拡張
- 音声記号拡張補助
- 分音記号
- キリル文字拡張B
- ティフィナグ文字
- オスマニヤ文字
- コプト文字
- グラゴル文字
- ゴート文字
- ウガリト文字
- 古代ペルシャ文字
- フェニキア文字（英語版）
- ルーン文字
- 点字図形
- 補助矢印A
- ラテン文字拡張追加
- ギリシア文字拡張
- 一般句読点
- 上付き・下付き
- 通貨記号
- 文字様記号
- 数字に準ずるもの
- 矢印
- 数学記号
- その他の技術用記号
- 囲み英数字
- 罫線素片
- ブロック要素
- 幾何学模様
- その他の記号
- 装飾記号
- アルファベット表示形
- ベトナム語
- 音楽記号（英語版）
- ビザンチン音楽記号（英語版）
- マージャン記号
- ドミノ記号